# Genianthus horei
Genianthus horei är en oleanderväxtart som beskrevs av M.K. Vasudeva Rao. Genianthus horei ingår i släktet Genianthus och familjen oleanderväxter. Inga underarter finns listade i Catalogue of Life.